# Franz Xaver Forchner
Franz Xaver Forchner (* 14. November 1717 in Dietenheim; † 19. September 1751 in Dietenheim) war ein Maler des oberschwäbischen Barock.

## Leben
Franz Xaver war der um vier Jahre ältere Bruder von Chrysostomus Forchner. Er wurde vermutlich an der Augsburger Reichsstädtischen Akademie von Johann Georg Bergmüller ausgebildet. In seinen Werken ist der Einfluss von Franz Georg Hermann d. J. spürbar. Die Brüder hatten eine gemeinsame Werkstatt in Muttensweiler. Im Jahre 1745 heiratete er in seinem Geburtsort Dietenheim. 1751 verstarb er im Alter von 33 Jahren. Nach seinem Tod und der Beendigung des Auftrages in Muttensweiler musste sein Bruder Chrysostomus die gemeinsame Werkstatt schließen. 

## Werke
Franz Xaver Forchner, der die monumentale Heilig-Grab-Darstellung in der Pfarrkirche St. Martinus in Dietenheim schuf, freskierte an folgenden Orten in den jeweiligen Klöstern, Kirchen oder Kapellen:
- Untermühlhausen, St. Benedikt, 1741
- Höselhurst, St. Nikolaus, 1747
- Eberhardzell, 1747
- Ochsenhausen (unterer Konventsgang der Reichsabtei), 1747
- Eggmannsried, 1749
- Ummendorf, 1750
- Muttensweiler, 1751